# John Weidman
John Whitney Weidman (* 25. September 1946 in New York City) ist ein amerikanischer Librettist.

## Leben
John Weidman kam 1946 als Sohn des Autors Jerome Weidman und dessen Frau, der Autorin Elizabeth Weidman, geb. Payne, in New York zur Welt.
Er hat die Bücher für eine Vielzahl von Musicals geschrieben, darunter drei in Zusammenarbeit mit Stephen Sondheim (Pacific Overtures, Assassins und Road Show). 1999 war er an der Arbeit zum Tony-prämierten Musical Contact beteiligt, bei welchem Susan Stroman Regie führte und die Choreographien verantwortete. Für den Tony Award (bestes Buch für ein Musical) wurde er  drei Mal nominiert.
Seit 1986 ist Weidman Texter für die Sesamstraße und hat mehr als ein Dutzend Emmy Awards für herausragendes Schreiben für ein Kinderprogramm gewonnen.
Von 1999 bis 2009 war er Präsident der Dramatists Guild of America.
Weidman erhielt eine B.A. von der Harvard University und einen JD (Juris Doctor) von der Yale Law School.
Seit 1978 ist er mit der Therapeutin Lila Coleburn verheiratet. Sie haben zwei Kinder.

## Bühnenarbeiten
- Pacific Overtures – 1976 (Tony-Award-Nominierung für das beste Buch eines Musicals)
- Anything Goes – 1987 (Überarbeitung des Originals, Tony-Award-Nominierung für das beste Musical Revival)
- Assassins – 1991 (Drama-Desk-Award-Nominierung und Tony Award für das beste Musical Revival)
- Big – 1996 (Tony-Award-Nominierung für das beste Buch eines Musicals)
- Contact – 2000 (Tony-Award-Nominierung für das beste Buch eines Musicals und Tony Award für das beste Musical)